# Stora Brastjärnen
Stora Brastjärnen är en sjö i Partille kommun i Västergötland och ingår i Göta älvs huvudavrinningsområde.